# Милий незнайомець і я
Милий незнайомець і я (кор. 우리집에 사는 남자) — південнокорейський романтично-комедійний серіал що транслювався щопонеділка та щовівторка з 24 жовтня по 13 грудня 2016 року на телеканалі KBS2.

## Сюжет
Хон На Рі працює стюардесою у великій авіакомпанії. Її мати загинула в автокатастрофі, а батько давно полишив родину, єдиний родич з ким вона підтримує зв'язок — це її дядько. На Рі вже 9 років зустрічається з Чо Дон Чжіном, з яким невдовзі мала б одружитися. Але, повернувшись з чергового польоту, вона випадково дізналася, що Дон Чжін зустрічається з її молодшою колегою. Розірвавши з ним стосунки, На Рі вирішує перепочити та зібратись з думками для чого вирушає до невеликого містечка Сельгі, де жила її мати. Приїхавши до будинку матері, вона зустрічає там чоловіка на пару років молодшого за неї на ім'я Ко Нан Гіль. Спочатку вона вирішила, що то орендар, якого пустив дядько, аби будинок не пустував, але на другий день молодик заявляє На Рі, що він її вітчим. Здивуванню На Рі немає меж коли вона з'ясовує, що її мати дійсно побралася з Нан Гілем, і до того ж переписала на нього все своє майно. Спочатку вирішивши, що він шахрай та жиголо, На Рі вирішує через суд довести нелегітимність шлюбу та повернути собі майно. Але, трохи більше дізнавшись про Нан Гіля, вона бачить, що не все так просто, як здається на перший погляд.

## Акторський склад

### Головні ролі
- Су Е — у ролі Хон На Рі[1]. Стюардеса однієї з авіакомпаній, більше довіряє своїй інтуїції, ніж фактам. Несподівано отримує вітчима молодшого за неї.
- Кім Йон Кван[en] — у ролі Ко Нан Гіля[2]. Сирота, який у дитинстві сильно прив'язався до матері На Рі, що працювала волонтеркою в притулку. У підлітковому віці був всиновлений чоловіком на ім'я Пе Бьон У, який зробив з нього гангстера. Згодом йому вдається порвати з криміналом та повернутися до рідного містечка Сельгі. Зустрівшись там з матерью На Рі, він дізнається, що на дорогу для неї землю зазіхають позикові акули. Щоб віддячити за доброту та теплоту, яку Чон Им давала йому в дитинстві, обіцяє за будь-яку ціну врятувати землю. Після смерті дружини стає шеф-кухарем ресторану «Манду від Хон» (Манду — популярна страва корейській кухні).
- Лі Су Хьок[en] — у ролі Квон Док Бона[3]. Син багатого підприємця, юрист за освітою. Керує музеєм роботів у Сельгі. За дорученням батька, бажає придбати землю, яка належала матері На Рі, щоб побудувати там курорт.
- Чо Бо А — у ролі До Йо Чжу[4]. Молодша колега На Рі, яка із заздрощів вирішила відбити в неї хлопця. Красуня, що звикла лише використовувати багатих чоловіків, але робить вона це вимушено, оскільки їй доводиться сплачувати величезні рахунки за лікування тяжкохворого батька.
- Кім Чі Хун[en] — у ролі Чо Дон Чжіна[5]. Бойфренд На Рі, який одночасно із зустрічами з нею почав зустрічатися з Йо Чжу. Після того, як На Рі його покинула, постійно вагався та шкодував про свій вчинок.

### Другорядні ролі

#### Люди навколо На Рі
- Кім Мі Сук[en] — у ролі Сін Чон Им. Мати На Рі, власниця ресторану «Манду від Хон», яка все життя допомагала сиротам, працюючи волонтеркою в притулку, де й познайомилась з маленьким Нан Гілем. Згодом, коли позикові акули за борги чоловіка хотіли привласнити її землю та бізнес, пристала на пропозицію вже дорослого Нан Гіля побратися, щоб він мав змогу захистити її майно. Невдовзі після весілля загинула під колесами автівки.
- Кім Ха Кьон — у ролі Сін Чон Нама. Брат Чон Им та дядько На Рі. Віхоть та невдаха, який заборгував великі кошти позиковим акулам.
- Но Йон Гук — у ролі Хон Сок Гю. Колишній чоловік Чон Им, батько На Рі. Також боржник акул від яких переховується.
- Ван Біт На[en] — у ролі Ю Сі Ин. Стюардеса, старша колега та подруга На Рі.
- Чон Се Хьон — у ролі Кім Ран Сук. Найкраща подруга На Рі, колишня стюардеса.

#### Люди навколо Нан Гіля
- Чі Юн Хо[en] — у ролі Лі Йон Гю. Помічник Нан Гіля в ресторані «Манду від Хон».
- Пак Сан Мьон[en] — у ролі Пе Бьон У. Прийомний батько Нан Гіля, який всиновлював підлітків за для того, щоб організувати з них злочинне угрупування. Позикова акула, яка надає кредити під величезні відсотки, а потім силою та шантажем вибиває борги.
- У До Хван — у ролі Кім Ван Сіка[6]. Один з «синів» Бьон У, який після того, як Нан Гілю вдається покинути банду, стає на його місце.

#### Люди навколо Док Бона
- Сін Се Хвї[en] — у ролі Квон Док Сім. Старшокласниця, молодша сестра Док Бона. Через погані стосунки з батьками живе у Док Бона. Закохана в Нан Гіля і щоб бути як найближче до нього влаштовується офіціанткою в його ресторан.
- Чхве Чон Вон[en] — у ролі батька Док Бона. Голова корпорації «Green Land».
- Чон Кьон Сун — у ролі Квон Сун Ре. Особиста секретарка Док Бона.

#### Інші
- Ін Кьо Чжін — у ролі лікара невідкладної допомоги (1 та 2 серії).
- Хон Сок Чхон[en] — у ролі фітнес-тренера Йо Чжу (2 та 5 серії).
- Лі Мі До[en] — у ролі Лі Мі Сон. Авторка та продюсерка кулінарного шоу (9 та 10 серії).

## Рейтинги
- Найнижчі рейтинги позначені синім кольором, а найвищі — червоним кольором.

| Серія            | Прем'єра          | Рейтинг        | Рейтинг      | Рейтинг        | Рейтинг     |
| Серія            | Прем'єра          | TNmS Ratings   | TNmS Ratings | AGB Nielsen    | AGB Nielsen |
| Серія            | Прем'єра          | По всій країні | Сеул         | По Всій країні | Сеул        |
| ---------------- | ----------------- | -------------- | ------------ | -------------- | ----------- |
| 1                | 24 жовтня 2016    | 8,2 %          | 9,5 %        | 9 %            | 9,1 %       |
| 2                | 25 жовтня 2016    | 9,9% (11-й)    | 11,2% (5-й)  | 10,6% (6-й)    | 10,7% (6-й) |
| 3                | 31 жовтня 2016    | 6,6 %          | 8,2 %        | 7,4 %          | 8 %         |
| 4                | 1 листопада 2016  | 7 %            | 7,3 %        | 8,5 %          | 9 %         |
| 5                | 7 листопада 2016  | 5,9 %          | 6,7 %        | 7,5 %          | 7,7 %       |
| 6                | 8 листопада 2016  | 4,6 %          | 5,4 %        | 6,4 %          | 6,9 %       |
| 7                | 14 листопада 2016 | 4,2 %          | 4,4%         | 4,5 %          | 4,9 %       |
| 8                | 15 листопада 2016 | 4,6 %          | 4,9 %        | 4,7 %          | 4,6%        |
| 9                | 21 листопада 2016 | 5,1 %          | Н/Д          | 3,7 %          | Н/Д         |
| 10               | 22 листопада 2016 | 4,4 %          | Н/Д          | 3,9 %          | Н/Д         |
| 11               | 28 листопада 2016 | 3,4 %          | Н/Д          | 4,3 %          | Н/Д         |
| 12               | 29 листопада 2016 | 3,2 %          | Н/Д          | 3,5 %          | Н/Д         |
| 13               | 5 грудня 2016     | 3,5 %          | Н/Д          | 4,1 %          | Н/Д         |
| 14               | 6 грудня 2016     | 3,3 %          | Н/Д          | 3,4%           | Н/Д         |
| 15               | 12 грудня 2016    | 2,9%           | Н/Д          | 3,5 %          | Н/Д         |
| 16               | 13 грудня 2016    | 3,2 %          | Н/Д          | 4 %            | Н/Д         |
| середній рейтинг | середній рейтинг  | 5%             | —            | 5,6%           | —           |